# ZLTO

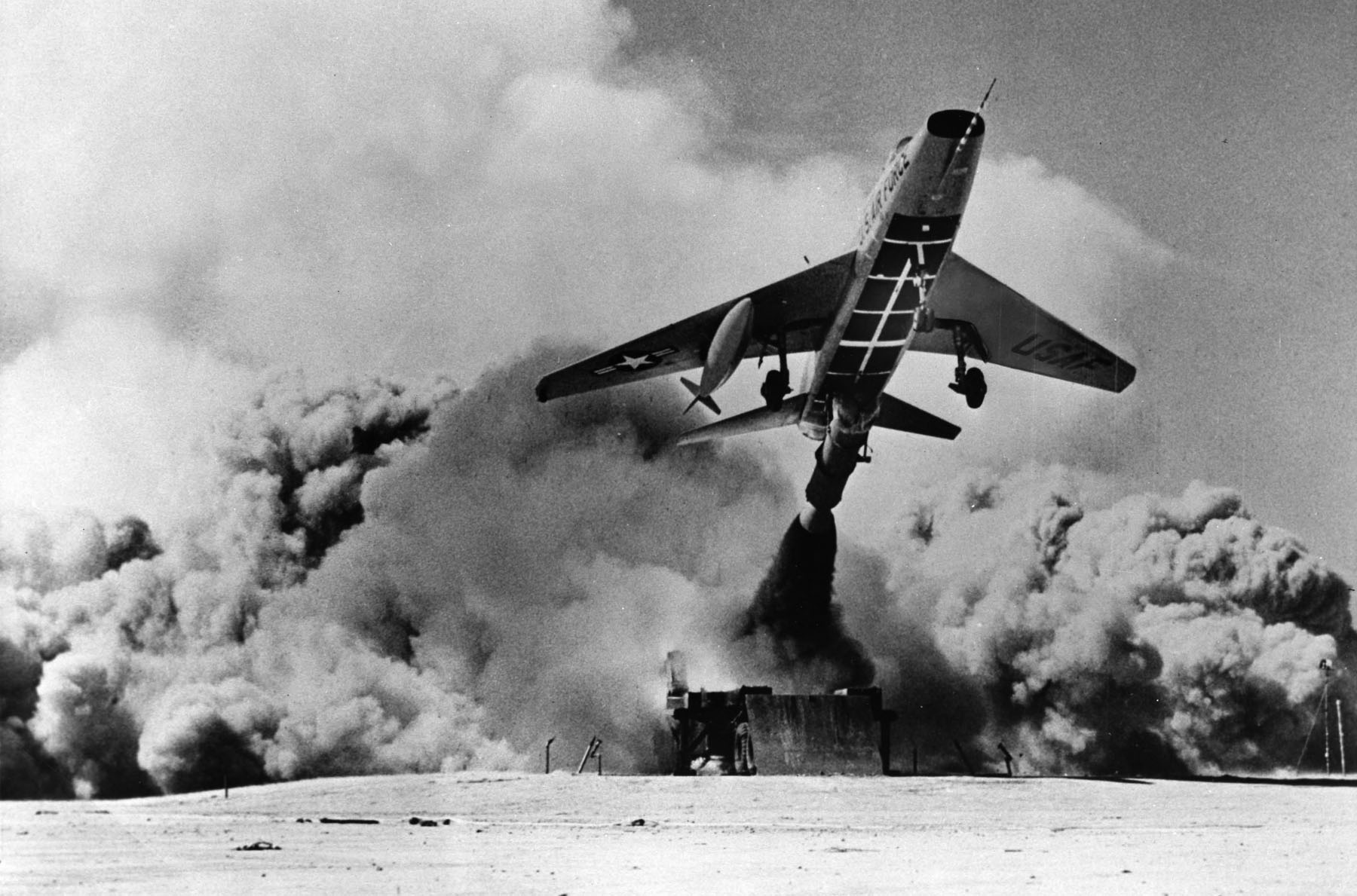
Um USAF F-100D Super Sabre a usar um sistema de lançamento ZLTO

Zero length launch (ZLL, ZLTO, ZEL, ZELL) é um sistema de decolagem de aviões acoplados a foguetes acondicionados sobre plataformas de lançamento.